# Möckern (sjö)
Möckern är en sjö i Arvika kommun i Värmland och ingår i Göta älvs huvudavrinningsområde.